# Damphu
Damphu è un centro abitato del Bhutan, situato nel distretto di Tsirang.